# Lago Manitou
O lago Manitou é o maior lago na ilha Manitoulin, no Ontário, Canadá. É o maior lago situado numa ilha lacustre em todo o mundo. Uma vez que a ilha Manitoulin se situa no lago Huron, um dos Grandes Lagos, o lago Manitou é o maior "lago num lago" da Terra. O lago Manitou tem aproximadamente 104 km2 de área. É drenado pelo rio Manitou. Tem no seu interior algumas pequenas ilhas.